# Сріблодзьоб індійський
Сріблодзьоб індійський (Euodice malabarica) — вид горобцеподібних птахів родини астрильдових (Estrildidae). Поширений в Південній Азії.

## Поширення
Природній ареал виду охоплює величезну територію Індійського субконтиненту від південного Пакистану на сході до південно-західного Бангладеш (район Сундарбан), усю центральну та південну Індію, а також північну та східну частини Шрі-Ланки. Вид також був інтродукований випадково або спеціально в численні сусідні території, включаючи Непал, значну частину Близького Сходу (Іран, Саудівська Аравія, Катар, Оман, Кувейт, Йорданія та Ізраїль), а також в інших місцях, таких як Сполучені Штати, Пуерто-Рико, Ніцца та Віргінські острови (де завезена популяція вимерла).
Населяє савани, прерії та оброблені поля, навіть поблизу сіл. Хоча він віддає перевагу рівнинним місцевостям на низькій висоті, у деяких передгірних регіонах свого ареалу (наприклад, у передгір'ї Гімалаїв) можна спостерігати окремі екземпляри на висоті понад 1200 м.

## Опис
Птах завдовжки 11-11,5 см з довгим чорним хвостом. Він має сірувато-сріблястий дзьоб, жовтувато-коричневу голову, а ділянка біля ніг біла, з темними крилами. Обидві статі мають схожу зовнішність, а пташенята мають більш жовте забарвлення і коротший хвіст.

## Спосіб життя
Це невеликий зграйний птах, який харчується переважно насінням. Він часто відвідує відкриті поля та оброблені території, особливо ті, що розташовані поблизу джерела води. Він гніздиться в покритих мохом спорудах на деревах, відкладаючи від чотирьох до десяти білих яєць за раз.